# 戴永清
戴永清（？—？），云南人，清朝政治人物。

## 生平
光绪33年（1907年），擔任清朝遵义府婺川縣知縣。后由史銘接任。